# ザンニス・ザンネタキス
ザンニス・ザンネタキス（ギリシア語: Τζανής Τζαννετάκης、英語：Tzannis Tzannetakis、1927年9月13日 - 2010年4月1日）は、ギリシャの政治家。1989年の政治危機の最中に首相を務めた。

## 生涯
1927年9月13日にラコニア県ギティオに誕生した。海軍将校を務めていたが、ゲオルギオス・パパドプロス独裁政権に対する軍事クーデターの翌日の1967年4月22日に退官し、1969年から1971年まで投獄された。ギリシャが民主主義を取り戻した1974年にコンスタンディノス・カラマンリス率いる新民主主義党（ND）に入党した。1977年に国会議員に選出され、1981年に同党が惨敗を喫するまで公共事業などの大臣職を務めた。
1989年6月の議会選挙では、NDはアンドレアス・パパンドレウ率いる全ギリシャ社会主義運動（PASOK）を押さえ第一党となったが、選挙前にPASOKによって選挙法が改正されていたため、ND党首のコンスタンディノス・ミツォタキスは政権を樹立することができなかった。ザンネタキスは左派連立政権のもと首相に任命されたが、その一角を成した左派運動と環境学連合（SYN）が連立離脱したことで辞任した。それから同年12月の次回選挙まではイオアニス・グリヴァスが暫定政権を運営した。その12月の議会選挙でNDは46パーセントの票を獲得して再び第一党となったが、PASOKが40%の票を獲得して第二党となったため、またしても政権を樹立できなかった。その結果ND・PASOK・SYNの主要3党による大連立政権が誕生し、クセノフォン・ゾロタスが代表となったが、政党間の行き違いから4ヶ月もせず分裂した。1年間で3回目となる1990年の議会選挙では、NDはPASOKを得票率で8パーセント以上引き離し、さらに2人の国会議員を取り込んで過半数を確保し、ミツォタキス政権を樹立することができた。ザンネタキスはこの政権で1993年まで副首相を務めた。その後も政界引退を発表する2007年9月まで国会議員を務め上げた。
2010年4月1日にアテネ市内の病院で逝去した。